# Dorsa lunari
Segue una lista dei dorsa presenti sulla superficie della Luna. La nomenclatura lunare è regolata dall'Unione Astronomica Internazionale; la lista contiene solo formazioni esogeologiche ufficialmente riconosciute da tale istituzione.
I dorsa della Luna portano i nomi di scienziati che abbiano in vario modo studiato la Terra quali paleontologi, geologi, mineralogisti, etc...

## Prospetto
| Dorsum           | Eponimo                                                                    | Latitudine | Longitudine | Diametro  |
| ---------------- | -------------------------------------------------------------------------- | ---------- | ----------- | --------- |
| Dorsa Aldrovandi | Ulisse Aldrovandi - Naturalista italiano (1522-1605).                      | 23,61° N   | 28,65° E    | 126,81 km |
| Dorsa Andrusov   | Nikolaj Ivanovič Andrusov - Paleontologo sovietico (1861-1924).            | 1,56° S    | 56,77° E    | 80,98 km  |
| Dorsum Arduino   | Giovanni Arduino - Geologo italiano (1713-1795).                           | 24,77° N   | 36,27° W    | 99,73 km  |
| Dorsa Argand     | Émile Argand - Geologo svizzero (1879-1940).                               | 28,29° N   | 40,34° W    | 91,94 km  |
| Dorsum Azara     | Félix de Azara - Naturalista spagnolo (1746-1811).                         | 26,86° N   | 19,17° E    | 103,2 km  |
| Dorsa Barlow     | William Barlow - Mineralogista britannico (1845-1934).                     | 14,04° N   | 30,57° E    | 112,57 km |
| Dorsum Bucher    | Walter Herman Bucher - Geologo statunitense (1889-1965).                   | 30,76° N   | 39,55° W    | 84,65 km  |
| Dorsum Buckland  | William Buckland - Geologo britannico (1784-1856).                         | 19,43° N   | 14,3° E     | 369,13 km |
| Dorsa Burnet     | Thomas Burnet - Teologo, autore di una cosmogonia, britannico (1635-1715). | 26,18° N   | 56,78° W    | 194,99 km |
| Dorsa Cato       | Marco Porcio Catone - Politico e scrittore romano (234-149 a.C.).          | 0,21° N    | 47,7° E     | 128,64 km |
| Dorsum Cayeux    | Lucien Cayeux - Petrografo francese (1864-1944).                           | 0,76° N    | 51,22° E    | 95,14 km  |
| Dorsum Cloos     | Hans Cloos - Geologo tedesco (1885-1951).                                  | 1,15° N    | 90,41° E    | 103,09 km |
| Dorsum Cushman   | Joseph Augustine Cushman - Paleontologo statunitense (1881-1949).          | 1,42° N    | 49,19° E    | 85,65 km  |
| Dorsa Dana       | James Dwight Dana - Geologo statunitense (1813-1895).                      | 2,26° N    | 89,6° E     | 82,31 km  |
| Dorsa Ewing      | William Maurice Ewing - Geofisico statunitense (1906-1974).                | 11,06° S   | 38,31° W    | 261,57 km |
| Dorsum Gast      | Paul Werner Gast - Geologo e geochimico statunitense (1930-1973).          | 24,38° N   | 8,71° E     | 64,87 km  |
| Dorsa Geikie     | Archibald Geikie - Geologo scozzese (1835-1924).                           | 4,21° S    | 52,83° E    | 218,35 km |
| Dorsum Grabau    | Amadeus William Grabau - Geologo e paleontologo statunitense (1870-1946).  | 29,76° N   | 14,19° W    | 123,69 km |
| Dorsum Guettard  | Jean-Étienne Guettard - Geologo e naturalista francese (1715-1786).        | 9,92° S    | 18,26° W    | 40,46 km  |
| Dorsa Harker     | Alfred Harker - Petrografo britannico (1859-1939).                         | 13,79° N   | 63,65° E    | 213,14 km |
| Dorsum Heim      | Albert Heim - Geologo svizzero (1849-1937).                                | 32,2° N    | 29,83° W    | 146,79 km |
| Dorsum Higazy    | Riad Abdel-Megid Higazy - Geologo egiziano (1919-1967).                    | 27,93° N   | 17,47° W    | 63,1 km   |
| Dorsa Lister     | Martin Lister - Naturalista e geologo britannico (1639-1712).              | 19,76° N   | 23,52° E    | 180,09 km |
| Dorsa Mawson     | Douglas Mawson - Esploratore britannico (1882-1958).                       | 7,77° S    | 52,48° E    | 142,71 km |
| Dorsum Nicol     | William Nicol - Fisico e geologo scozzese (1768-1851).                     | 18,32° N   | 22,66° E    | 43,74 km  |
| Dorsum Niggli    | Paul Niggli - Mineralogista e geologo svizzero (1888-1953).                | 29,01° N   | 52,28° W    | 47,75 km  |
| Dorsum Oppel     | Albert Oppel - Paleontologo tedesco (1831-1865).                           | 19,31° N   | 52,09° E    | 297,62 km |
| Dorsum Owen      | George Owen - Naturalista britannico (1552-1613).                          | 25,14° N   | 11,09° E    | 33,47 km  |
| Dorsa Rubey      | William Walden Rubey - Geologo statunitense (1898-1974).                   | 9,88° S    | 42,36° W    | 100,64 km |
| Dorsum Scilla    | Agostino Scilla - Scienziato italiano (1639-1700).                         | 32,34° N   | 60° W       | 107,52 km |
| Dorsa Smirnov    | Sergej Sergeevič Smirnov - Geologo sovietico (1895-1947).                  | 26,41° N   | 25,53° E    | 221,78 km |
| Dorsa Sorby      | Henry Clifton Sorby - Geologo britannico (1826-1908).                      | 18,65° N   | 13,7° E     | 76,03 km  |
| Dorsa Stille     | Hans Stille - Geologo tedesco (1876-1966).                                 | 26,91° N   | 18,85° W    | 66,32 km  |
| Dorsum Termier   | Pierre-Marie Termier - Geologo francese (1859-1930).                       | 11,63° N   | 57,15° E    | 89,65 km  |
| Dorsa Tetyaev    | Michail Michajlovič Tetjaev - Geologo sovietico (1882-1956).               | 20,02° N   | 64,06° E    | 187,53 km |
| Dorsum Thera     | Thera - Nome proprio femminile greco.                                      | 24,4° N    | 31,42° W    | 7,25 km   |
| Dorsum Von Cotta | Carl Bernard von Cotta - Geologo tedesco (1808-1879).                      | 23,6° N    | 11,95° E    | 183,06 km |
| Dorsa Whiston    | William Whiston - Astronomo britannico (1667-1752).                        | 29,77° N   | 56,96° W    | 138,93 km |
| Dorsum Zirkel    | Ferdinand Zirkel - Geologo e petrografo tedesco (1838-1912).               | 29,55° N   | 24,82° W    | 195,22 km |

## Nomenclatura abolita
| Dorsum         | Eponimo                                                  | Latitudine | Longitudine | Diametro | Motivazione |
| -------------- | -------------------------------------------------------- | ---------- | ----------- | -------- | ----------- |
| Dorsum Lambert | Johann Heinrich Lambert - Astronomo tedesco (1728-1777). | 25,8° N    | 21° W       | n.d.     | n.d.        |